# Sauve
Sauve település Franciaországban, Gard megyében. Lakosainak száma 1956 fő (2022. január 1.). Sauve Conqueyrac, Corconne, Durfort-et-Saint-Martin-de-Sossenac, Liouc, Pompignan, Quissac és Saint-Jean-de-Crieulon községekkel határos.

## Népesség
A település népessége az elmúlt években az alábbi módon változott:
| Lakosok száma | 1328 | 1417 | 1606 | 1836 | 1974 | 1943 | 1928 | 1903 | 1893 | 1956 |
|               | 1968 | 1982 | 1990 | 2006 | 2013 | 2015 | 2017 | 2019 | 2020 | 2022 |